# تشاه شورك دو
تشاه شورك دو (بالفارسية: چاه شورک دو) هي منطقة سكنية تقع في سيستان وبلوتشستان في إيران. يقدر عدد سكانها بـ 405 نسمة .